# Cerinites
El Cerinites (en grec antic Κερυνίτης) és un riu d'Acaia que neix a les muntanyes de Cerínia, al terme municipal de Kalàvrita, i desaigua al golf de Corint, no lluny de la desembocadura del Selinunt, prop de l'antiga ciutat d'Hèlice. Passa prop de l'antiga ciutat de Cerinea, que segons Pausànies havia agafat el nom d'aquest riu.